# 아로스 네그레
아로스 네그레(카탈루냐어: Arròs negre, 발렌시아어 발음: [aˈrɔz ˈneɣɾe], 스페인어: arroz negro)는 오징어 (나 갑오징어)와 쌀로 만든 발렌시아와 카탈루냐의 요리로, 해산물 파에야와 다소 비슷한 요리이다. 둘을 혼동해서 '파에야 네그라' (paella negra, 스페인어로 검은 파에야)라고 부르기도 하는데, 같은 방식으로 요리한다 하더라도 전통적으로는 파에야라고 부르지 않는다. 또한 말뜻은 같으나 자연적으로 검은 색깔인 쌀 품종을 아울러 이르는 말인 흑미와도 차이가 있다.
요리에 필요한 전통적인 재료는 오징어 먹물, 오징어 아니면 갑오징어, 쌀, 마늘, 쿠바넬레 청고추, 파프리카, 올리브 오일, 해산물 육수다. 하지만 게나 새우처럼 다른 해산물도 추가하는 요리사들도 많다. 아로스 네그로의 검은색은 오징어 먹물로 낸 것인데 해산물 풍미도 돋궈준다.
아로스 네그로는 발렌시아와 카탈루냐 외에도 섬나라인 쿠바와 푸에르토리코에서도 잘 알려져 있는데 이곳에서는 '아로스 콘 칼라마레스' (arroz con calamares, 스페인어로 오징어를 곁들인 쌀)이라고 부른다.
피데우아 네그라(Fideuà negra, 카탈루냐어로 검은 국수)는 쌀을 국수로 바꾼 변형 요리로 아욜리와 함께 내는 것이 보통이다.

## 같이 보기
- 카탈루냐 요리
- 쌀 요리 목록
- 발렌시아 요리